# Tuohilampi (sjö i Vichtis, Nyland)
Tuohilampi är en sjö i kommunen Vichtis i landskapet Nyland i Finland. Sjön ligger 62,5 meter över havet. Arean är 30 hektar och strandlinjen är 2,34 kilometer lång. Sjön  ingår i Vanda å huvudavrinningsområde.   Den ligger omkring 36 km nordväst om Helsingfors. 